# باتريك بينس
باتريك بينس (بالإنجليزية: Patrick Baynes)‏ هو رائد أعمال أمريكي، ولد في 11 أكتوبر 1984 في واوسو في الولايات المتحدة.